# Mathias Wilhelm Huitfeldt
Matthias Vilhelm Huitfeldt, född 8 juli 1725 i Christiania, död 25 september 1803 på Clausholm, var en dansk stiftamtmann, militär och godsägare.

## Biografi
Mathias Wilhelm Huitfeldt var son till generalen Hartvig Huitfeldt och blev 1740 löjtnant vid Throndhjems Infanteri regemente, 1743 kornet vid Hestgarden, 1746 karakteriserad och 1748 löjtnant, 1750 sekondmajor vid søndenfjældske Dragonregiment, 1753 premiermajor och entledigad 1754. År 1752 till 1754 var han generaladjutant hos konungen och blev 1755 överstelöjtnant i kavalleriet och samma år kammarherre, 1762 stiftamtman i Viborg Styv och amtmand i Hald Amt, för en kort tid till 1773. År 1764 blev han riddare av Dannebrogen, 1773 gehejmeråd och 1779 gehejmekonferensråd. Han avled 1803 på Clausholm.
Efter att han år 1754 i förening med modern hade sålt Hafslund i Smålenene köpte han 1758 Clausholm med underliggande Skanderborg och Sophie Amaliegård i Jylland. Han testamenterade den 13 juni 1800 och instiftade ett fideikommiss. Då hans efterföljande på svärdssidan dog ut 1843, gick fideikommisset över till den grevliga släkten Moltke-Huitfeldt av Glorup och kom därefter i släkten Berners besittning.
Huitfeldt gifte sig första gången den 22 september 1752 med Sophie Hedevig von Linstow (7 oktober 1731–1 juni 1753 på Hafslund) och andra gången den 5 juni 1756 med Charlotte Emerentia "Emerentze" Raben (21 september 1731–26 april 1798).